# Bandera de la República Popular China
La bandera de la República Popular China es un paño de color rojo que simboliza la revolución, con cinco estrellas amarillas de cinco puntas que simbolizan a su vez la unidad del pueblo revolucionario bajo la dirección del Partido Comunista de China. Como se puede apreciar, las estrellas pequeñas aparecen orientadas hacia la estrella de mayor tamaño.
La bandera fue diseñada por Zeng Liansong, un ciudadano de Zhejiang y en China es conocida como 五星红旗 (en pinyin Wǔ Xīng Hóng Qí) que significa 'la bandera roja de las cinco estrellas'. Es izada todos los días en la Plaza de Tiananmén por el Ejército Popular de Liberación, al sonido del himno nacional chino, la Marcha de los voluntarios, aunque cuando la fecha es 1 de octubre, fiesta nacional, la bandera se iza con una ceremonia especial previa al desfile militar.
Históricamente el rojo también fue para los chinos representante de buena fortuna, la abundancia o algunas antiguas dinastías imperiales.

## Reglamentos
La ley actual sobre la bandera nacional fue aprobada por la XIV Reunión del Comité Permanente en el VII Congreso de la Asamblea Popular Nacional de la República Popular China, el 28 de junio de 1990, y se aplicó a partir del 1 de octubre de 1990. El punto principal de la ley era no solo establecer normas sobre cómo fabricar correctamente la bandera china, también sobre cómo se debe hacerla ondear. La ley hace hincapié a su vez en que la bandera nacional es «el símbolo y sello de la República Popular China [y que todo el mundo] debe mostrar respeto y cuidado a la Bandera Nacional sin la discriminación ya que de otro modo podrían ir a la cárcel».

## Significado

### Interpretación
Según la interpretación actual del gobierno chino en lo referente a la bandera nacional, el fondo de color rojo brillante simboliza la revolución del pueblo, y el color dorado fue utilizado para «destacar» sobre el color rojo. La relación entre las cinco estrellas representa la unidad del pueblo chino bajo la dirección del Partido Comunista de China. La orientación muestra que dicha unidad debe girar siempre en torno a un centro (en este caso, el partido, pues es quien guía al pueblo). En la descripción original de la bandera que realizó Zeng, la estrella más grande simboliza el Partido Comunista de China, y las cuatro estrellas de menor tamaño que la rodean y están orientadas hacia ella simbolizan las cuatro clases sociales, mencionadas por Mao Zedong en su libro Sobre la dictadura democrática del pueblo (haciendo referencia al concepto comunista de la Dictadura del proletariado) 
1. Trabajadores (工, gōng);
2. Campesinos (农, nóng);
3. La "pequeña burguesía" (城市 小 资产, chéngshì xiǎozīchǎn, o más generalmente 商, shāng: comerciante)
4. La "burguesía nacional" (民族 资产, mínzú zīchǎn. Más convencionalmente: 学, xué)

Las cinco estrellas que forman el elipse representan el territorio chino (incluyendo Mongolia Exterior), con la forma de una hoja de begonia. 
A veces se afirma que las cinco estrellas de la bandera representan los cinco mayores grupos étnicos. Esto se considera generalmente como una errata proveniente de la bandera de las Cinco razas bajo una unión (五族共和, pinyin: wǔzú gōnghé) utilizada por el Gobierno de Beiyang (1912-1928) y la República de China del Kuomintang, cuyas franjas en diferentes colores representaban los Han, manchúes, mongoles, los hui (a veces se les nombra como musulmanes por ser de mayoría musulmana) y los tibetanos. 
Aparte, el número cinco (hay cinco estrellas representadas en la bandera) es tradicionalmente una figura «auspiciosa» en la cultura china al igual que el color rojo, que por una coincidencia es también el símbolo de la revolución socialista y del movimiento comunista en general.

### Simbolismo de la República Popular de China
La bandera china es un emblema de fuerte identidad para la población china, sobre todo teniendo en cuenta que sus colores provienen de la China tradicional. El amarillo era el color imperial, relacionado con el emperador y su familia, aunque el gobierno de la República Popular China critica con frecuencia las dinastías imperiales chinas. El color rojo, por el contrario, goza de mayor popularidad, ya que se asocia con la felicidad, la suerte o el matrimonio. El rojo, pese a todo, fue también utilizado por distintas dinastías a lo largo de la Historia, especialmente en la ornamentación de palacios.
La Estrella grande simboliza al Partido Comunista de China que es seguido, mirado por todos. Las estrellas pequeñas simbolizan al Proletariado y al campesinado chino, a la Pequeña burguesía y a la Gran burguesía Patriótica. Evidentemente las cuatro clases sociales mirando a la estrella grande , el Partido Comunista que les guía y conduce.
La bandera, por el contrario, se asocia a veces con manifestaciones de nacionalismo chino. Así, durante la primera conmemoración del Día de la Emancipación llevada a cabo en el Tíbet el 28 de marzo de 2009, Zhang Qinghe, secretario del Partido Comunista de China para la Región Autónoma del Tíbet, anunció: "La bandera con cinco estrellas siempre volará sobre el Tíbet". Cabe destacar el conflicto actual en el país asiático por la cuestión de identidad del pueblo tibetano, que exige el derecho a la autodeterminación, y las tensas relaciones fruto de varios desacuerdos entre el Gobierno chino y el Dalái lama.

## Construcción de la bandera de la República Popular de China
La hoja de construcción de la bandera nacional se publicó el 28 de septiembre de 1949 mediante una orden del Presidium de la Primera Sesión Plenaria de la CCPPCh. La información también se puede encontrar en el documento "GB 12982-2004: Bandera nacional", publicado por la Administración de Normalización de China.
| Hoja de construcción | Estándar |
| -------------------- | --- |
|                      | 1. La bandera está dividida en 4 secciones, siendo la parte superior del izado una cuadrícula de 15 por 10 unidades. 2. El centro de la estrella mayor se sitúa a 5 unidades del izado y a 5 unidades de la parte superior de la bandera; el diámetro del círculo circunscrito de la estrella mayor es de 6 unidades. 3. De las 4 estrellas menores, la primera está centrada a 2 unidades de la parte superior de la bandera y a 10 unidades del izado; la segunda está centrada a 4 unidades de la parte superior de la bandera y a 12 unidades del izado; la tercera está centrada a 7 unidades de la parte superior de la bandera y a 12 unidades del izado; la cuarta está centrada a 9 unidades de la parte superior de la bandera y a 10 unidades del izado. 4. El diámetro del círculo circunscrito de cada estrella pequeña es de 2 unidades. Cada una de las puntas superiores de las 4 estrellas pequeñas está girada de forma que apunte hacia el centro de la estrella mayor. |

### Colores
Los colores de la bandera nacional están estipulados en el documento "GB 12983-2004: Muestra de color estándar de la bandera nacional", promulgado por la Administración de Normalización de China. Los colores se especifican en el espacio cromático CIE 1964 xyY10 bajo el iluminante estándar D65.
| Muestra de color estándar de la bandera nacional | Muestra de color estándar de la bandera nacional | Muestra de color estándar de la bandera nacional | Muestra de color estándar de la bandera nacional | Muestra de color estándar de la bandera nacional | Muestra de color estándar de la bandera nacional             |
| Fabricación                                      | Fabricación                                      | Luminancia Y10                                   | Coordenadas de color                             | Coordenadas de color                             | Margen de error permitido                                    |
| Fabricación                                      | Fabricación                                      | Luminancia Y10                                   | x10                                              | y10                                              | Margen de error permitido                                    |
| ------------------------------------------------ | ------------------------------------------------ | ------------------------------------------------ | ------------------------------------------------ | ------------------------------------------------ | ------------------------------------------------------------ |
| Fibra sintética                                  | Rojo                                             | 9.4                                              | 0.555                                            | 0.328                                            | Todos son {\displaystyle \Delta E_{ab}^{\,\bullet }\leq 2.0} |
| Fibra sintética                                  | Dorado                                           | 41.2                                             | 0.449                                            | 0.489                                            | Todos son {\displaystyle \Delta E_{ab}^{\,\bullet }\leq 2.0} |
| Seda                                             | Rojo                                             | 12.3                                             | 0.565                                            | 0.325                                            | Todos son {\displaystyle \Delta E_{ab}^{\,\bullet }\leq 2.0} |
| Seda                                             | Dorado                                           | 32.4                                             | 0.450                                            | 0.463                                            | Todos son {\displaystyle \Delta E_{ab}^{\,\bullet }\leq 2.0} |
| Tela de algodón                                  | Rojo                                             | 9.2                                              | 0.595                                            | 0.328                                            | Todos son {\displaystyle \Delta E_{ab}^{\,\bullet }\leq 2.0} |
| Tela de algodón                                  | Dorado                                           | 33.0                                             | 0.467                                            | 0.463                                            | Todos son {\displaystyle \Delta E_{ab}^{\,\bullet }\leq 2.0} |
| Manga                                            | Blanco                                           | 78.0                                             | –                                                | –                                                | La luminancia Y10 no debe ser inferior a 78                  |

Para la visualización por ordenador, la Ley de la Bandera Nacional se remite a las imágenes PNG "estándar" publicadas en el sitio web del Congreso Nacional del Pueblo. Los colores específicos utilizados en los archivos PNG, son:
| Color (Denominación) | CIELAB  | CIELAB   | CIELAB      | RGB | RGB | RGB | Colores web | Cuatricromía (CMYK) | Cuatricromía (CMYK) | Cuatricromía (CMYK) | Cuatricromía (CMYK) |
| Color (Denominación) | Tono H* | Croma C* | Claridad L* | R   | G   | B   | Código HTML | Cian                | Magenta             | Amarillo            | Negro               |
| -------------------- | ------- | -------- | ----------- | --- | --- | --- | ----------- | ------------------- | ------------------- | ------------------- | ------------------- |
| Rojo (Rojo chino)    | 0,62º   | 51       | 90          | 238 | 29  | 36  | #EE1D24     | 0%                  | 88%                 | 85%                 | 7%                  |
| Amarillo (Dorado)    | 1,8º    | 97       | 97          | 255 | 255 | 0   | #FFFFff     | 0%                  | 0%                  | 100%                | 0%                  |

## La historia del diseño
El 4 de julio de 1949, el sexto grupo de trabajo del Comité Preparatorio de la Nueva Conferencia Consultiva Política colocó un anuncio en el que se solicitaban diseños para la nueva bandera nacional del pueblo chino. El anuncio se publicó en varios diarios durante un periodo comprendido entre el quince y el veintiséis de julio. La lista de requisitos para el diseño de la bandera nacional también se publicaron en el anuncio: Características propias de China (Geografía, nación, historia, cultura, etc), características relacionadas con política (comunismo) y la forma debía ser rectangular, con una relación entre longitud y anchura del 3:2. El color principal debía ser el rojo brillante (idea de Zhou Enlai), siendo similar a la bandera de la URSS.

Bandera propuesta por Guo Moruo

Zeng estaba trabajando en Shanghái en el momento en el que se publicó el anuncio, quería crear un diseño para expresar su entusiasmo patriótico por el nuevo país. La inspiración para el diseño proviene de las estrellas brillando en el cielo nocturno. Pensó entonces en un proverbio chino "Anhelo de las estrellas, anhelo de la luna" (盼星星盼月亮). Más tarde, se dio cuenta de que el Partido Comunista de China era el salvador del pueblo chino, desde su punto de vista, y debía estar representado por la estrella más grande. La introducción de las otras cuatro más pequeñas vino de un artículo "Sobre la dictadura democrática del pueblo", escrito por Mao Zedong en el que situó al pueblo chino como uno formado por cuatro clases sociales. Después de trabajar en los detalles de la colocación de las estrellas y su tamaño, envió sus "Cinco estrellas en un campo rojo "(紅地五星旗).
A partir del 20 de agosto, un total de 1992 diseños fueron enviados a la comisión del pabellón, que incluían también las aportaciones de los miembros del propio comité, como es el caso de Guo Moruo y Tan Kah Kee. Del 16 al 20 de agosto se fueron eligiendo los diseños en un hotel de Pekín, de los cuales quedaron solamente 38.

Bandera preferida inicialmente por Mao

En la mañana del 23 de septiembre, los representantes discutieron sobre las banderas nacionales, pero no se llegó a ninguna conclusión. A algunos no les gustaba el simbolismo que Zeng adjuntaba a las cuatro estrellas más pequeñas, y se dijo que no se debería incluir a la burguesía. El diseño preferido por muchos, entre ellos Mao Zedong, consistía en una bandera roja con una estrella amarilla en la esquina superior izquierda y una franja horizontal del mismo color que representaba al río Amarillo, en torno al cual dice la leyenda que surgió la civilización china. No obstante, Zhang Zhizhong la criticaba porque, a su parecer, la franja dorada representaba el desgarramiento del país, que se encontraba en la guerra civil china.
En la noche, Peng Guanghan recomendó el diseño de Zeng a Zhou Enlai, y este se mostró satisfecho con él y pidió una copia más grande. Tan Kah Kee y Zhou aconsejaron a Mao que lo eligiese ya que, a su parecer, las características políticas son más importantes que las características geográficas de China, por lo que no había necesidad de incluir la franja horizontal que representaba el río Amarillo. Dos días más tarde, Mao tuvo una reunión en su oficina acerca de la bandera. Convenció a todos a adoptar el diseño de Zeng con algunas ligeras modificaciones. De acuerdo con los debates en el Hotel Beijing, la hoz y el martillo del diseño original de Zeng fueron retirados ya que era bastante similar a la Bandera de la Unión Soviética. El 27 de septiembre de 1949, el diseño de Zeng modificado fue elegido por unanimidad en la Primera Sesión Plenaria.

Diseño original propuesto por Zeng

El 29 de septiembre, la nueva bandera fue publicada en el Diario del Pueblo para que el diseño pudiese ser copiado por otras autoridades locales. La bandera fue presentada oficialmente en la Plaza de Tiananmén de Pekín el 1 de octubre de 1949, el mismo día que se proclamó la fundación de la República Popular China. La primera bandera en la plaza de Tiananmén fue cosida por Zhao Wenrei, una costurera, quien terminó la tarea en torno a la una de la tarde el 30 de septiembre. A Zeng le fue difícil creer que su diseño fuese finalmente el escogido, debido a la falta del martillo y la hoz en la estrella grande. Sin embargo, fue felicitado oficialmente por la Oficina General del Gobierno Popular Central como diseñador de la bandera y recibió 5 millones de yuanes por su trabajo.

## Otras banderas vigentes

### Hong Kong y Macao

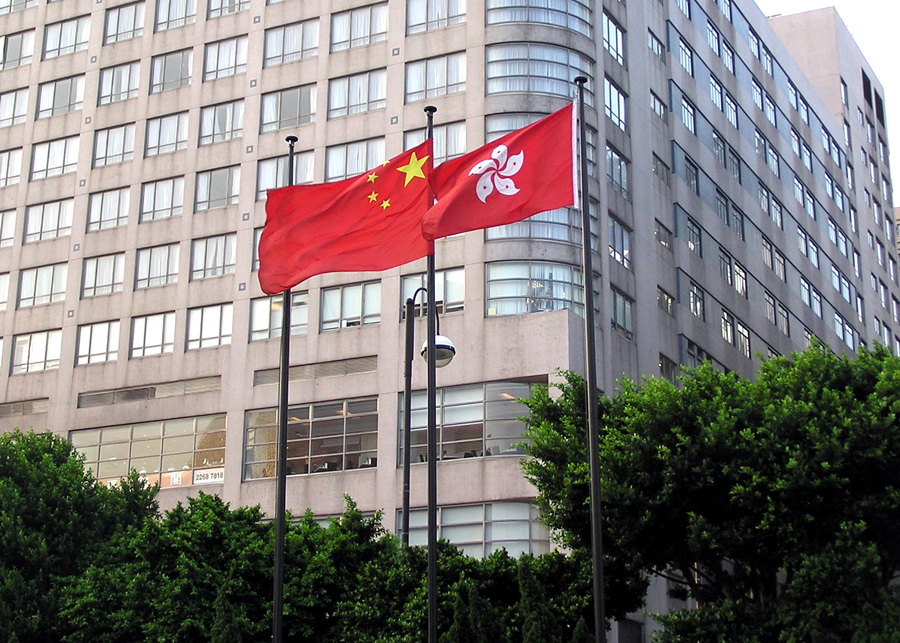
Banderas de Hong Kong y China ondeando

Aparte de la nacional, otras banderas son vigentes en la República Popular China. Es el caso de las bandera de las regiones administrativas especiales de Hong Kong y Macao, adoptadas en febrero de 1990 y diciembre de 1999 respectivamente. No obstante, debido a una orden aprobada por el Comité Central del Partido Comunista de China y la Oficina General del Consejo de Estado, las ciudades y las provincias ya no están autorizadas a adoptar sus propios símbolos, por lo que Hong Kong y Macao son las únicas excepciones. La utilización precisa de las banderas se rige por las leyes aprobadas por el Congreso Nacional del Pueblo.

### Ejército Popular de Liberación
Cuatro banderas son usadas por las fuerzas armadas chinas. Su diseño es bastante parecido a la bandera nacional, pero las cuatro estrellas pequeñas no están y en su lugar aparecen los caracteres chinos "八一", que significan literalmente 'ocho uno', pero hacen referencia a la fecha en la que fue fundado el ejército por el Partido Comunista de China: 1 de agosto de 1927. La bandera fue creada, no obstante, en junio de 1949. Es usada en las ceremonias y desfiles oficiales con un asta decorada con una espiral roja y amarilla acompañada de las banderas de las Fuerzas Terrestres, Marinas y Aéreas.

### Banderas relacionadas con el PCCh
La bandera del Partido Comunista de China es bastante similar a la bandera de la Unión Soviética y la usada antiguamente por los bolcheviques. Su diseño es simple: es totalmente roja y en la esquina superior izquierda aparece el símbolo del partido, una versión alternativa a la común de la hoz y martillo. El diseño fue adoptado en 1996.
La bandera de la Liga de la Juventud Comunista de China fue adoptada el 4 de mayo de 1950 por el Comité Central de la LJC, después de ser aprobada por el Comité Central del Partido Comunista de China. El diseño fue supervisado por líderes del Partido, como Zhou Enlai o el propio Mao. El fondo de la bandera es de color rojo y el cantón izquierdo está ocupado por una estrella amarilla de cinco puntas inscrita en un círculo también amarillo. Este motivo representa a los jóvenes de China unidos en torno al Partido Comunista.
La bandera del Cuerpo de Jóvenes Pioneros de China muestra una estrella amarilla de cinco puntas junto a una antorcha sobre fondo rojo. La estrella representa el liderazgo del Partido Comunista de China, la antorcha representa el esplendor del comunismo y el fondo rojo representa el triunfo de la revolución.

Bandera de Hong Kong
Bandera de Macao
Bandera del EPL
Bandera de las Fuerzas Terrestres del EPL
Bandera de la Armada del EPL
Bandera de las Fuerzas Aéreas del EPL
Bandera de la Fuerza de Misiles del EPL
Bandera del Partido Comunista de China
Bandera de la Liga de la Juventud Comunista de China
Bandera del Cuerpo de Jóvenes Pioneros de China